# Calanasán
Calanasán (Bayan ng  Calanasan), anteriormente conocido como Bayag, es un municipio filipino de primera categoría perteneciente a  la provincia de Apayao en la Región Administrativa de La Cordillera, también denominada Región CAR.

## Geografía
Tiene una extensión superficial de 1256,15 km² y según el censo del 2007, contaba con una población de 9663 habitantes y 2034 hogares; 11 586 habitantes el día primero de mayo de 2010

### Barangayes
Calanasán se divide administrativamente en 18 barangayes o barrios, 15 de  carácter rural y los tres restantes: Tanglagan, Eleazar y Eva Puzón, de carácter  urbano.
| - Butao - Cadaclan - Langnao - Lubog - Naguilian - Namaltugan | - Población, - Sabangan - Santa Filomena - Tubongan - Tanglagan - Tubang | - Don Roque Ablan Sr. - Eleazar - Eva Puzón - Kabugawan - Macalino - Santa Elena |

## Historia
En 1874, el misionero español Jose Marin se adentra en el tetrritorio de Apayao explorando el valle formado por el río Calanasanes.
El municipio de Bayag, cuyo nombre significa lento, fue creado, a instancias de Pedro Bunot, el 25 de junio de 1963.
Se trataba de un barrio del distrito de Piddig en Ilocos del Norte.
El 17 de junio de 1967  cambia el nombre, adoptando el actual.